# Itaguaru
Itaguaru is een gemeente in de Braziliaanse deelstaat Goiás. De gemeente telt 5.591 inwoners (schatting 2009).